# Grenelefe
Grenelefe ist  ein census-designated place (CDP) im Polk County im US-Bundesstaat Florida.  Das U.S. Census Bureau hat bei der Volkszählung 2020 eine Einwohnerzahl von 2.495 ermittelt. 

## Geographie
Grenelefe liegt am Westufer des Lake Marion und rund 40 km nordöstlich von Bartow sowie etwa 60 km südlich von Orlando.

## Demographische Daten
Laut der Volkszählung 2010 verteilten sich die damaligen 1752 Einwohner auf 1271 Haushalte. 85,8 % der Bevölkerung bezeichneten sich als Weiße, 9,2 % als Afroamerikaner und 1,0 % als Asian Americans. 3,0 % gaben die Angehörigkeit zu einer anderen Ethnie und 0,9 % zu mehreren Ethnien an. 9,8 % der Bevölkerung bestand aus Hispanics oder Latinos.
Im Jahr 2010 lebten in 23,1 % aller Haushalte Kinder unter 18 Jahren sowie 39,1 % aller Haushalte Personen mit mindestens 65 Jahren. 68,1 % der Haushalte waren Familienhaushalte (bestehend aus verheirateten Paaren mit oder ohne Nachkommen bzw. einem Elternteil mit Nachkomme). Die durchschnittliche Größe eines Haushalts lag bei 2,28 Personen und die durchschnittliche Familiengröße bei 2,68 Personen.
19,8 % der Bevölkerung waren jünger als 20 Jahre, 21,1 % waren 20 bis 39 Jahre alt, 24,8 % waren 40 bis 59 Jahre alt und 34,4 % waren mindestens 60 Jahre alt. Das mittlere Alter betrug 48 Jahre. 48,7 % der Bevölkerung waren männlich und 51,3 % weiblich.
Das durchschnittliche Jahreseinkommen lag bei 56.117 $, dabei lebten 3,5 % der Bevölkerung unter der Armutsgrenze.